# Lütgendortmund (okręg administracyjny)
Lütgendortmund, Dortmund-Lütgendortmund – okręg administracyjny (Stadtbezirk) w Dortmundzie, w kraju związkowym Nadrenia Północna-Westfalia. Liczy 47 883 mieszkańców (31 grudnia 2012) i ma powierzchnię 22,44 km².

## Dzielnice
Okręg składa się z sześciu dzielnic (Stadtteil):
1. Bövinghausen
2. Kley
3. Lütgendortmund
4. Marten
5. Oespel
6. Westrich